# Яворський Казимир-Ярослав Андрійович
Казимир-Ярослав Андрійович Яворський (псевдо: «Бей», «Яр»; 1921, с. Вілька Поторицька, нині с. Велике, Сокальська міська громада, Шептицький район, Львівська область — 17 грудня 1947, с. Кадобна, Калуський район, Івано-Франківська область) — український військовик, сотник УПА, курінний куреня УПА «Промінь». Лицар Срібного Хреста Бойової Заслуги II класу. Почесний громадянин Долини.

## Життєпис

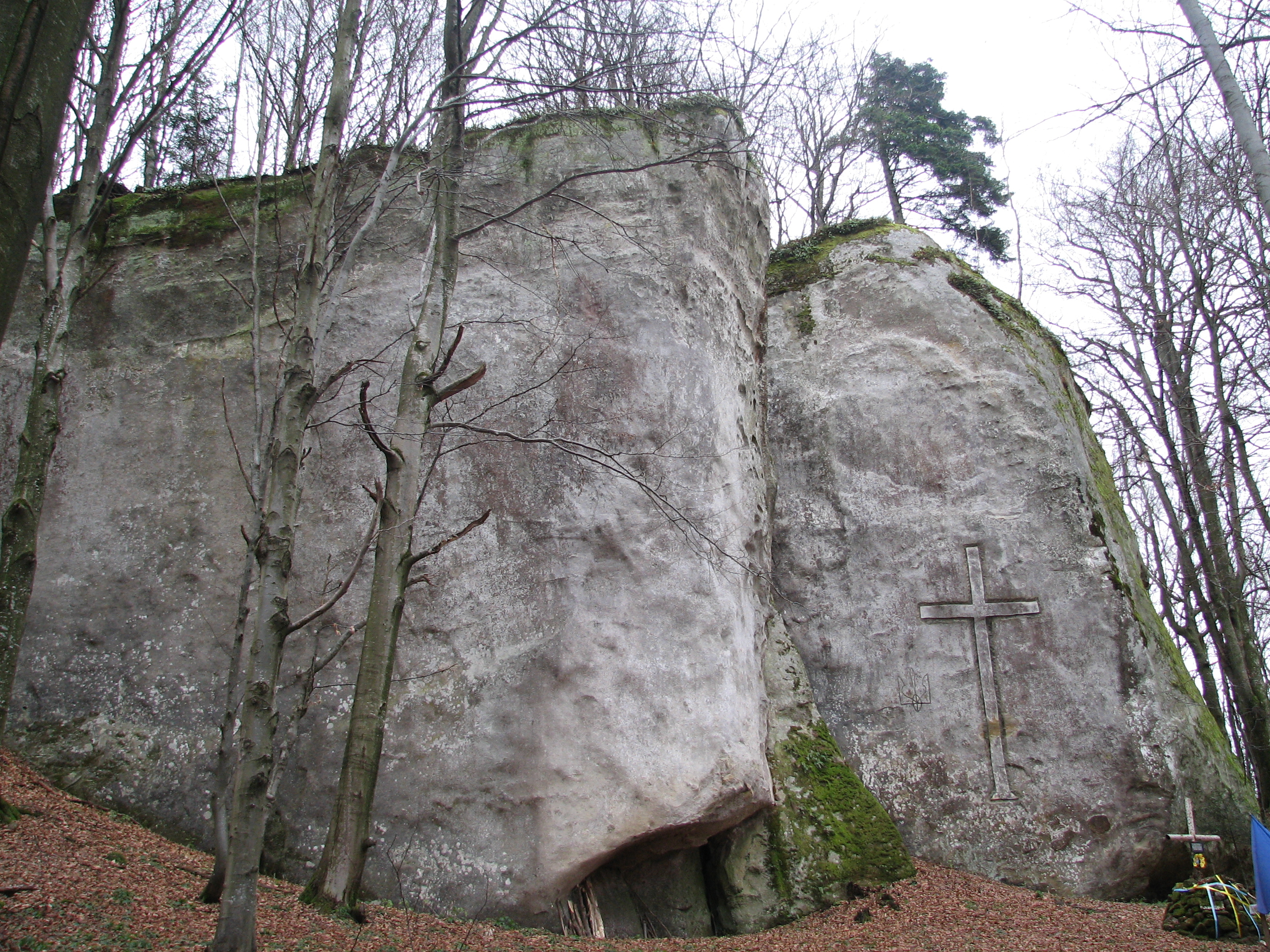
Урочище «Підцапове» поблизу села Церківна, де відбувся бій сотні «Хорти»

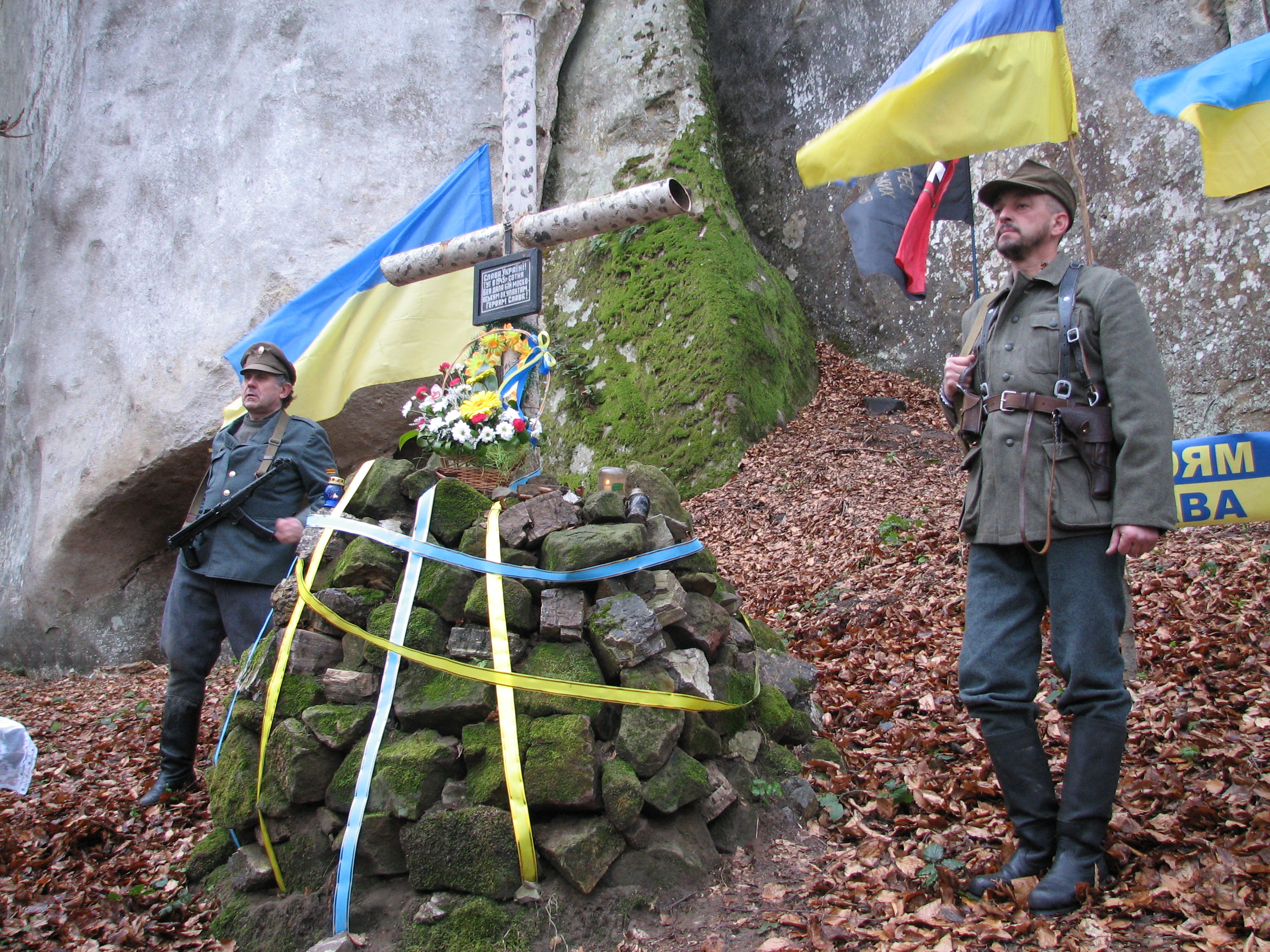
Пам'ятний хрест на місці бою

Народився 1921 року в селі Вілька Поторицька (тепер — село Велике, Шептицький район, Львівська область) у багатодітній селянській родині. Крім нього, були два брати — Стефан та Андрій і три сестри — Юзефа, Катерина та Софія.
У 1939 році переходить кордон неподалік свого рідного села з допомогою земляка Василя Макара.
У квітні 1941 року вступив і пройшов навчання в батальйоні «Нахтігаль».
На початку 1943 року направлений на Волинь для організації відділів УПА, а влітку вступив до УНС, далі — чотовий-інструктор сотні «Кривоносці» при вишкільному курені «Гайдамаки».
У червні 1944 р. за наказом хорунжого «Клименка» організував і вишколював сотню «Хорти». 9 вересня 1944 року призначений командиром новоствореної сотні «Хорти», яка входила в курінь «Заграва» під командуванням «Ромка» (Мончаківського Романа). У травні 1945 р. призначений командиром куреня «Промінь». Головний військовий штаб УПА підвищив його до хорунжого з датою старшинства від 31 серпня 1945 року та до сотника — 22 січня 1946 року. З усіх командирів УПА він найчастіше зазнавав поранень, у 1946 році отримав V Золоту зірку за 10-те поранення.
Ось як його характеризував у своїх спогадах командир ТВ-23 «Магура» Степан Фрасуляк : 
| В полудневій Калущині (Болехівщина) квартирувала сотня «Хорти». Її сотенним був славний, майже легендарний «Бей». Військовий вишкіл він здобув у легіоні ОУН. За большевицької окупації «Бей» очолив відділ «Хорти». Влучна назва відділу, бо він зі своїми повстанцями-«хортами» все був в русі, все наскакував на ворога. Большевики не чулися безпечно навіть у таких районних центрах, як Калуш і Болехів, де було по кілька тисяч війська. Для «Бея» було нічим піти перебраним до районного міста та «намокро кропнути» якогось визначного партійця або енкаведиста. Або, довідавшися, що йде гастроля московського театру, в той вечір зробити скок на гарбарню або якусь іншу установу. Тоді в театрі на крики «Бей!» поставала страшна паніка. Жінки, партійці, військові кидалися до дверей. У стиску одні других душили. В місті була стрілянина і ракети, а «Бей» був уже далеко. |

### Бій біля села Церківна
11 грудня 1945 року сотню «Хорти», яка розквартирувалась у селі Церківна Долинського району наздогнали війська НКВС. Сотенний «Бей» вирішив дати бій і вдало підготував пастку для ворогів, які наступали по відкритому полю. Повстанці зайняли вигідні позиції в урочищі Підцапове, яке складається із великих кам'яних брил.
«Енкведисти» були несподівано зустрінуті щільним вогнем та зазнали значних втрат. Викликані резерви зуміли оточити сотню, але із настанням темряви воякам вдалось вирватись із кільця оточення. Втрати ворога за підрахунками повстанців склали загиблими 221 чоловік, в тому числі майор і два капітани. у цьому бою загинуло і 18 вояків УПА. Казимир Яворський під час бою отримав важке поранення в ногу.
Після демобілізації сотень УПА влітку 1947 р. призначений слідчим референтури СБ Калуського окружного проводу ОУН. Загинув 17 грудня 1947 року у селі Кадобна Калуського району Івано-Франківської області. Разом з ним загинув й Іван Моклюк (1922–1947) «Тур» з Яворівки, керівник кулеметної ланки у сотні «Круки». Підпільники перевіряли надійність лікаря Матросяна. За підтримку УПА село Кадобна було повністю виселено в Миколаївську область.

## Нагороди
- Нагороджений Бронзовим хрестом бойової заслуги від 1.02.1945.
- Згідно з Наказом головного військового штабу УПА ч. 3/45 від 10.10.1945 р. хорунжий УПА Казимир Яворський – «Бей» нагороджений Срібним хрестом бойової заслуги 2 класу.
- Відзначений за поранення п'ятьма Срібними Зірками та п'ятьма Золотими Зірками (четвертою і п'ятою від 11.12.1945).

## Вшанування пам'яті
- Почесний громадянин міста Долина Івано-Франківської області[2].
- 22.04.2018 р. від імені Координаційної ради з вшанування пам’яті нагороджених Лицарів ОУН і УПА у м. Сокаль Львівської обл. Срібний хрест бойової заслуги УПА 2 класу (№ 019) переданий Катерині Яворській-Шмирко, сестрі Казимира Яворського – «Бея».